# Dale Reid
Dale Reid (Ladybank, Escocia; 20 de marzo de 1959 – Townsville, Australia; 8 de noviembre de 2023) fue una golfista profesional de Escocia reconocida por ser una de las más ganadoras de la historia del Ladies European Tour con 21 títulos y cuatro apariciones con el equipo de Europa en la Copa Solheim. Recibió la Orden del Imperio Británico (OBE) en 2001 por sus servicios en el golf y por ganar la Copa Solheim en 2000 como capitana del equipo Europa.

## Accidente
En 2010 en Queensland chocó contra un automóvil mientras manejaba un camión. Ella solo recibió golpes y heridas leves, mientras que el conductor del automóvil y su acompañante, un niño de ocho años, fallecieron en el lugar.

## Muerte
Reid murió de cáncer en la ciudad de Townsville en Queensland el 8 de noviembre de 2023 a los 64 años.

## Logros

### Ladies European Tour (21)
- 1980 (1) Carlsberg Championship – Finham Park
- 1981 (2) Carlsberg Championship – Gleneagles, Moben Kitchens Classic
- 1982 (1) Guernsey Open
- 1983 (3) United Friendly Tournament, Lilley Brook Cotswold Ladies Classic, Caldy Classic
- 1984 (2) UBM Northern Classic, JS Bloor Eastleigh Classic
- 1985 (2) Ulster Volkswagen Classic, Brend Hotels International
- 1986 (1) British Olivetti Tournament
- 1987 (4) Ulster Volkswagen Open, Volmac Dutch Open, La Manga Club Ladies European Open, Bowring Ladies Scottish Open
- 1988 (2) Birchgrey European Open, Toshiba Players Championship
- 1990 (1) Haninge Ladies Open
- 1991 (2) Ford Ladies' Classic, Bloor Homes Eastleigh Classic

- Fuente:[6]

### Otros títulos (3)
- 1990 Women's Victorian Open, Sunningdale Foursomes (con Corinne Dibnah)[7]
- 1993 Rörstrand Ladies Open (Suecia)

- Fuente:[6]

## Apariciones en equipo
Amateur
- Women's Home Internationals (representando a Escocia): 1978,[8] 1979 (ganó)[9]

Profesional
- Solheim Cup (representando a Europa): 1990, 1992 (ganó), 1994, 2000 (capitana, ganó), 2002 (capitana)